# Museo de Arte Contemporáneo de Alicante

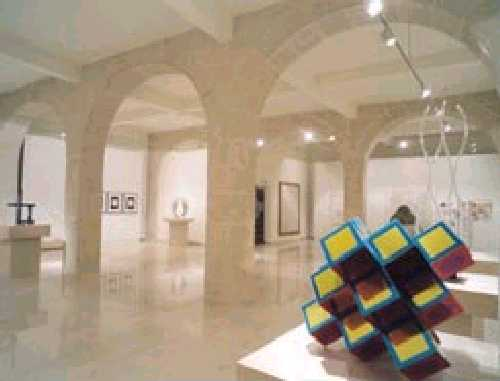
Vista interior del museo

El Museo de Arte Contemporáneo de Alicante (MACA) es un museo municipal de la ciudad de Alicante, España. Es una de las más importantes muestras de arte contemporáneo que se exhiben a nivel nacional, destacando por la internacionalidad de los artistas representados y la calidad de las obras que alberga.

## Historia y Colecciones
El MACA tiene su origen en la visión del artista alicantino Eusebio Sempere, quien, a lo largo del tiempo, reunió una serie de obras de gran calidad que constituyeron el núcleo inicial de la Colección. Este conjunto, conocido como la Colección Arte del Siglo XX, se inauguró el 5 de noviembre de 1977 en la Casa de La Asegurada, un edificio civil de 1685, ejemplo notable de la arquitectura barroca alicantina.
La Colección Arte del Siglo XX incluye 177 obras entre pinturas, esculturas y obra gráfica de 114 artistas influyentes del siglo XX, como Joan Miró, Picasso, Julio González, Juan Gris, Kandinsky, Dalí, Chagall, Arp, Calder, Bacon, Giacometti, Tàpies, Pablo Serrano, Millares, Saura, Guerrero, Chillida, Vasarely, Agam, Soto, Rauschenberg, Oldenburg, Equipo Crónica, Canogar y Christo, entre otros.
Desde la renovación de 1998, el MACA presenta tres exposiciones permanentes que rotan cada cuatro meses. Estas se organizan en torno a tres grandes temas estéticos: la Geometría, la Abstracción y la Figuración.
En la reciente ampliación del MACA, se ha dedicado una sala a la Colección Juana Francés, resultado del Legado Testamentario de la artista fundadora del Grupo El Paso, nacida en Alicante. Esta colección legada a la ciudad está compuesta por 134 piezas, que incluyen pintura, obra gráfica y obra mixta.
La última de las salas que conforman el museo está dedicada a la obra de Eusebio Sempere, adquirida por el Ayuntamiento desde 1997. Esta colección comprende 513 piezas representativas de cada una de sus etapas artísticas, desde los gouaches sobre papel y sobre tabla hasta sus esculturas móviles.

## Actividades y Colaboraciones
El MACA no solo se destaca por su colección permanente, sino también por la organización de exposiciones temporales, conferencias, talleres y otros eventos culturales. Estas actividades ofrecen a los visitantes la oportunidad de profundizar en el arte contemporáneo. Además, el museo colabora activamente con otras instituciones y galerías de arte, intercambiando exposiciones y participando en proyectos internacionales.

## Arquitectura
El Museo de Arte Contemporáneo de Alicante está situado en el centro histórico de la ciudad, frente a la Iglesia de Santa María, en el casco antiguo de Alicante. Es el resultado de la remodelación y ampliación del antiguo museo de La Asegurada, un edificio civil barroco de 1685 que anteriormente se utilizó como granero, cárcel, escuela y archivo.
El proyecto de renovación del MACA fue diseñado por los arquitectos Sol Madridejos y Juan Carlos Sancho, quienes ganaron el concurso convocado en 2002 por la Conselleria de Infraestructuras. El museo fue inaugurado en su nueva forma en marzo de 2011.